# Werner-Albrecht von und zu Gilsa
Werner-Albrecht Freiherr von und zu Gilsa, nemški general in plemič, * 4. marec 1889, Berlin, † 8. maj 1945, Leitmeritz (današnje Litomerice).

## Napredovanja
- fähnrich (19. marec 1908)
- poročnik (19. september 1909)
- nadporočnik (24. julij 1915)
- stotnik (15. julij 1918)
- major (1. junij 1931)
- podpolkovnik (1. september 1934)
- polkovnik (1. marec 1937)
- generalmajor (1. februar 1941)
- generalporočnik (1. oktober 1942)
- general pehote (1. julij 1943)

## Odlikovanja
- 1914 železni križec II. razreda (18. oktober 1914)
- 1914 železni križec I. razreda (14. maj 1915)
- 1939 priponka k 1914 železnemu križcu II. stopnje (14. september 1939)
- 1939 priponka k 1914 železnemu križca I. stopnje (21. oktober 1939)
- nemški križ v zlatu (?)
- viteški križ železnega križa (42., 5. junij 1940)
- viteški križ železnega križa s hrastovimi listi (68., 24. januar 1942)